# 1. Liga (Tschechoslowakei) 1990/91
Die Spielzeit 1990/91 der 1. Liga  war die 48. reguläre Austragung der höchsten Eishockeyspielklasse der Tschechoslowakei. Im Playoff-Finale setzte sich der Armeesportklub Dukla Jihlava mit 3:1 Siegen gegen CHZ Litvínov durch und gewann den insgesamt zwölften tschechoslowakischen Meistertitel. Der AC Nitra und Motor České Budějovice stiegen in die zweite Spielklasse ab, während der ŠKP PS Poprad und Zetor Brno als jeweiliger Landesmeister direkt in die 1. Liga aufstiegen.

## Modus
Gegenüber der Vorsaison wurde die Liga auf 14 Mannschaften aufgestockt. Jede Mannschaft spielte gegen jede andere vier Mal. Die Gesamtanzahl der Spiele pro Mannschaft betrug in der Hauptrunde daher 52 Spiele. Anschließend qualifizierten sich die vier bestplatzierten Mannschaften für die Playoffs und spielten dort den Meister aus. Die beiden letztplatzierten Mannschaften stiegen direkt in die jeweilige Landesmeisterschaft ab.

## Hauptrunde

### Tabelle
| Pl. | Team                    | Sp. | S  | U  | N  | Torv.   | Pkt. |
| --- | ----------------------- | --- | -- | -- | -- | ------- | ---- |
| 1.  | Dukla Jihlava           | 52  | 29 | 10 | 13 | 187:122 | 68   |
| 2.  | Dukla Trenčín           | 52  | 32 | 4  | 16 | 244:187 | 68   |
| 3.  | CHZ Litvínov            | 52  | 30 | 5  | 17 | 222:177 | 65   |
| 4.  | VSŽ Košice              | 52  | 27 | 5  | 20 | 196:167 | 59   |
| 5.  | TJ Škoda Plzeň          | 52  | 26 | 6  | 20 | 167:150 | 58   |
| 6.  | Sparta ČKD Prag         | 52  | 22 | 10 | 20 | 161:148 | 54   |
| 7.  | AC ZPS Zlín             | 52  | 22 | 9  | 21 | 204:197 | 53   |
| 8.  | Slovan CHZJD Bratislava | 52  | 22 | 9  | 21 | 164:187 | 53   |
| 9.  | Tesla Pardubice         | 52  | 21 | 9  | 22 | 213:211 | 51   |
| 10. | TJ Vítkovice            | 52  | 21 | 7  | 24 | 181:187 | 49   |
| 11. | DS Olomouc              | 52  | 19 | 5  | 28 | 146:191 | 43   |
| 12. | Poldi SONP Kladno       | 52  | 18 | 5  | 29 | 150:171 | 41   |
| 13. | AC Nitra                | 52  | 16 | 7  | 29 | 154:224 | 39   |
| 14. | Motor České Budějovice  | 52  | 9  | 9  | 34 | 145:224 | 27   |

### Topscorer
Bester Torschütze der Liga wurde Ladislav Lubina von Tesla Pardubice, der in 50 Hauptrunden-Spielen insgesamt 41 Tore erzielte.
| Pl. | Name             | Team            | Spiele | Tore | Assists | Punkte |
| --- | ---------------- | --------------- | ------ | ---- | ------- | ------ |
| 1   | Radek Ťoupal     | Dukla Trenčín   | 50     | 22   | 54      | 76     |
| 2   | Ľubomír Kolník   | Dukla Trenčín   | 52     | 38   | 37      | 75     |
| 3   | Ladislav Lubina  | Tesla Pardubice | 50     | 41   | 20      | 61     |
| 4   | Libor Dolana     | Dukla Jihlava   | 50     | 28   | 32      | 60     |
| 5   | Josef Beránek    | CHZ Litvínov    | 50     | 27   | 27      | 54     |
| 6   | Richard Žemlička | Sparta ČKD Prag | 51     | 22   | 30      | 52     |
| 7   | Žigmund Pálffy   | AC Nira         | 50     | 35   | 15      | 50     |
| 8   | Peter Zúbek      | VSŽ Košice      | 50     | 26   | 22      | 48     |
| 9   | Peter Veselovský | VSŽ Košice      | 46     | 24   | 24      | 48     |
| 10  | Jaroslav Otevřel | AC ZPS Zlín     | 49     | 24   | 24      | 48     |

## Play-offs
|  | Halbfinale          | Halbfinale   |                  |   | Finale | Finale |
|  |                     |              |                  |   |        |        |
|  | Dukla Jihlava       | 3            |                  |   |        |        |
|  | VSŽ Košice          | 0            |                  |   |        |        |
|  |                     |              |                  |   |        |        |
|  |                     |              |                  |   |        |        |
|  | Dukla Jihlava       | 3            |                  |   |        |        |
|  |                     | CHZ Litvínov | 1                |   |        |        |
|  |                     |              |                  |   |        |        |
|  | Spiel um Platz drei |              |                  |   |        |        |
|  |                     |              | HC Dukla Trenčín | 1 |        |        |
|  | Dukla Trenčín       | 1            | TJ VSŽ Košice    | 0 |        |        |
|  | CHZ Litvínov        | 3            |                  |   |        |        |

### Topscorer
| Pl. | Name              | Team          | Spiele | Tore | Assists | Punkte |
| --- | ----------------- | ------------- | ------ | ---- | ------- | ------ |
| 1   | Petr Vlk          | Dukla Jihlava | 7      | 8    | 3       | 11     |
| 2   | Aleš Polcar       | Dukla Jihlava | 7      | 4    | 6       | 10     |
| 3   | Libor Dolana      | Dukla Jihlava | 7      | 5    | 3       | 8      |
| 4   | Kamil Kašťák      | CHZ Litvínov  | 8      | 5    | 3       | 8      |
| 5   | Roman Kontšek     | Dukla Trenčín | 6      | 2    | 6       | 8      |
| 6   | Branislav Jánoš   | Dukla Trenčín | 6      | 5    | 2       | 7      |
| 7   | Jan Čaloun        | CHZ Litvínov  | 7      | 5    | 1       | 6      |
| 8   | Miroslav Mach     | Dukla Trenčín | 6      | 4    | 2       | 6      |
| 9   | Róbert Petrovický | Dukla Trenčín | 6      | 4    | 2       | 6      |
| 10  | Radek Haut        | Dukla Jihlava | 4      | 3    | 3       | 6      |

### Meistermannschaft von Dukla Jihlava
|               | Torhüter | Oldřich Svoboda, Roman Čechmánek, Marek Novotný |
| Abwehrspieler | Richard Adam, Roman Čech, Bedřich Ščerban, Roman Kaňkovský, Vladimír Kolek, Petr Kuchyňa, Jiří Kuntoš, Richard Šmehlík, Viktor Ujčík, Michael Vyhlídal                                                                                   |                                                 |
| Stürmer       | Patrik Augusta, Jiří Cihlář, Libor Dolana, Radek Haut, Radek Haman, Petr Kaňkovský, Milan Kastner, Ervin Mašek, Roman Mejzlík, Aleš Polcar, Jiří Poukar, Petr Vlk, Tomáš Kucharčík, Pavel Dvořák, Tomáš Chlubna, Leoš Pípa, Marek Zadina |                                                 |
| Trainer       | Jaroslav Holík und Josef Augusta |                                                 |

## Auszeichnungen
All-Star TeamPetr Bříza (Sparta Prag); Bedřich Ščerban (Dukla Jihlava) – Jiří Šlégr (Litvínov); Petr Vlk (Jihlava) – Radek Ťoupal (Trencín) – Lubomír Kolník (Trencín)
Spielertrophäen
- Zlatá hokejka: Bedřich Ščerban (Dukla Jihlava)
- Topscorer:  Radek Ťoupal (Dukla Trenčín)
- Torjäger: Ladislav Lubina (Tesla Pardubice)
- Bester Vorlagengeber: Radek Ťoupal (Dukla Trenčín)
- Bester Verteidiger: Jiří Šlégr (CHZ Litvínov)
- Bester Torhüter: Oldřich Svoboda (Dukla Jihlava)
- Bester Rookie:   Žigmund Pálffy (AC Nitra)
- MVP der Play-offs:  Petr Vlk (Dukla Jihlava)
- Fair-Play-Trophäe: Bedřich Ščerban (Dukla Jihlava)
- Bester Trainer: Ivan Hlinka (CHZ Litvínov)
- Bester Schiedsrichter: Jiří Lípa